# پایدارکننده (هوانوردی)

دم یک هواپیمای لوفت هانزا (ایرباس A380) در حال پرواز

پایدارکننده (به انگلیسی: Stabilizer) عضوی از هواپیما است که در انتهای بدنه قرار دارد وظیفه آن ایجاد تعادل و در جهت طولی و عرضی است و شامل دو عضو پایدارکننده عمودی و پایدارکننده افقی است.
پایدارکننده  افقی که از آن به عنوان دم افقی هواپیما نیز یاد می‌شود، سطحی برا است که در انتهای هواپیما قرار گرفته‌است. یک هواپیما برای پرواز امن باید از نظر طولی متعادل باشد. معنی این حرف آن است که برآیند کل نیروهایی که به یک هواپیما وارد می‌شود نباید حول مرکز جرم آن، گشتاور ایجاد کند. بدون وجود دم افقی، تنها با یک ترکیب خاص از سرعت و مرکزجرم هواپیما، تعادل هواپیما حفظ می‌شود. دم افقی یک نیروی متعادل‌کننده اعمال می‌کند که باعث می‌شود در صورت تغییر محل مرکزجرم و تغییر سرعت، هواپیما همچنان بتواند تعادل خود را حفظ کند. از آنجایی که دم افقی در فاصله به نسبت زیادی از مرکزجرم قرار دارد، مقدار کمی از نیروی برا نیز می‌تواند گشتاور بزرگی در مرکزجرم ایجاد کند. چنانچه هواپیمایی بال داشته یاشد ولی فاقد دم باشد، از نظر جانبی متعادل است و تنها از نظر طولی با ناپایداری مواجه می‌شود. یعنی هر آشوبی (از جمله تندباد) که تمایل به بالا بردن دماغه هواپیما داشته باشد، یک گشتاور بالابرنده دماغه ایجاد می‌کند که آن خود تمایل به بیشتر بالابردن دماغه خواهد داشت. با اضافه کردن دم به انتهای هواپیما، دم یک گشتاور پایین آورنده دماغه ایجاد می‌کند؛ لذا دم، خاصیت نامتعادل‌کنندگی بال را بی اثر می‌کند و هواپیما را از نظر طولی متعادل می‌کند. یک هواپیمای متعادل، تحت تأثیر گشتاور حاصل از عملیات سرعت‌گیری یا ارتفاع‌گیری قرار نمی‌گیرد.